# Nassougou
Nassougou est une commune rurale située dans le département de Matiacoali de la province du Gourma dans la région de l'Est au Burkina Faso.

## Géographie
Relativement isolé dans le département, Nassougou est situé à 35 km au Sud-Est de Matiacoali.

## Histoire
Le 8 août 2024, lors de l'insurrection djihadiste au Burkina Faso, au moins 150 à 200 militaires sont tués dans une embuscade du Groupe de soutien à l'islam et aux musulmans près de Nassougou,.

## Santé et éducation
Nassougou accueille un centre de santé et de promotion sociale (CSPS).